# إنزا

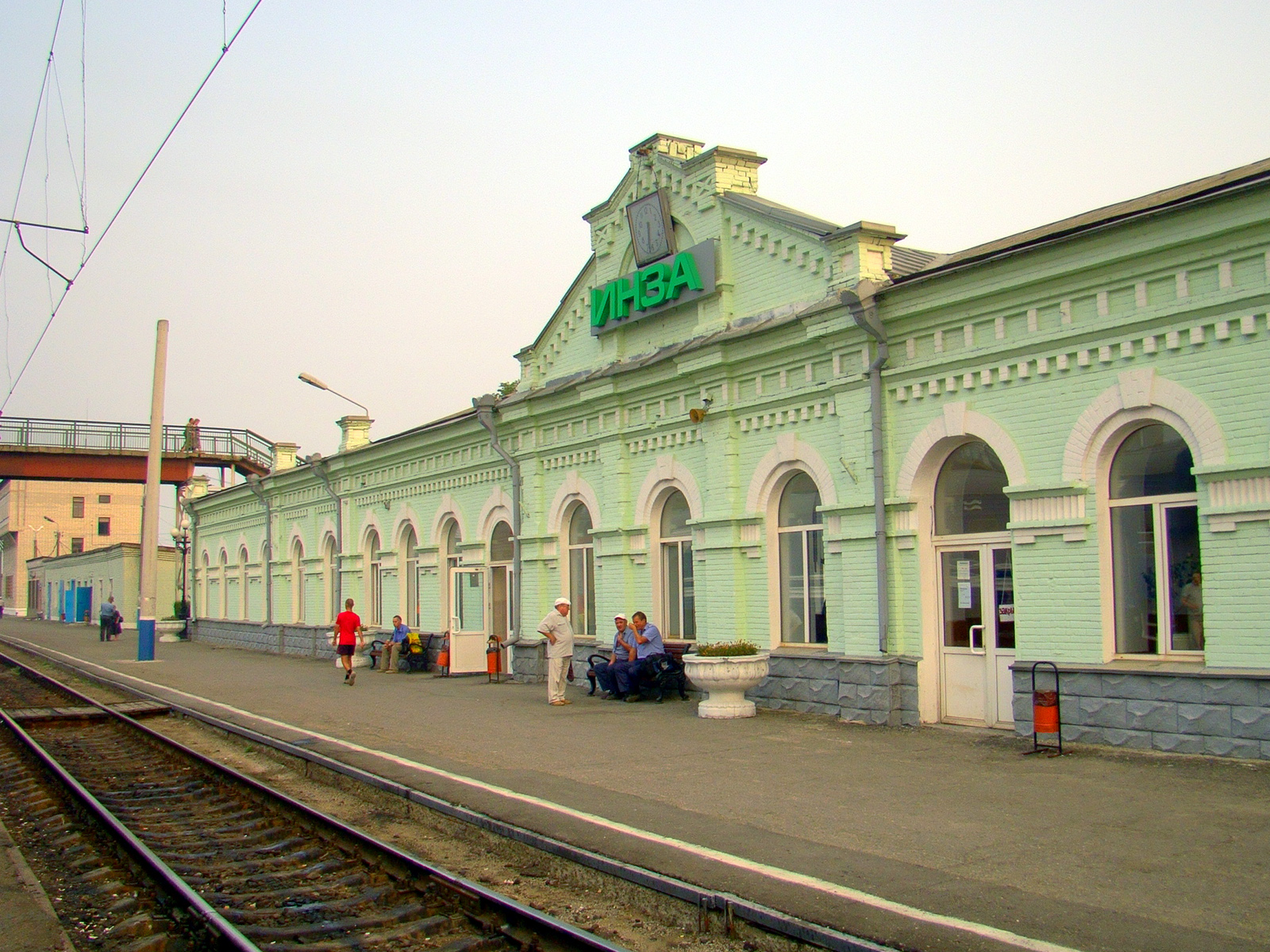
محطة قطار في إنزا

إنزا (بالروسية: Инза) هي إحدى مدن روسيا في الكيان الفدرالي الروسي أوليانوفسك أوبلاست.